# Хоштария, Иван Александрович
Иван Александрович Хоштария (1909 год, село Суджуна, Сенакский уезд, Кутаисская губерния, Российская империя — неизвестно, село Суджуна, Абашский район, Грузинская ССР) — звеньевой колхоза имени Орджоникидзе Абашского района, Грузинская ССР. Герой Социалистического Труда (1948). Депутат Верховного Совета Грузинской ССР 4 — 5 созывов.

## Биография
Родился в 1909 году в крестьянской семье в селе Суджуна Сенакского уезда (сегодня — Абашский муниципалитет). После окончания местной начальной школы трудился в личном сельском хозяйстве. В 1936 году вступил в местный колхоз имени Орджоникидзе Абашского района с усадьбой в селе Суджуна. Трудился рядовым колхозником до призыва в 1942 году в Красную Армию по мобилизации. Участвовал в Великой Отечественной войне.
После демобилизации возвратился на родину и продолжил трудиться в колхозе имени Орджоникидзе. В послевоенные годы возглавлял полеводческое звено.
В 1947 году звено под его руководством собрало в среднем с каждого гектара по 76,77 центнера кукурузы на участке площадью 3 гектара. Указом Президиума Верховного Совета СССР от 21 февраля 1948 года удостоен звания Героя Социалистического Труда за «получение высоких урожаев кукурузы и пшеницы в 1947 году» с вручением ордена Ленина и золотой медали «Серп и Молот» (№ 780).
Этим же Указом званием Героя Социалистического Труда были награждены труженики колхоза имени Орджоникидзе Абашского района звеньевые Георгий Шалвович Болквадзе и Валериан Северианович Тоточия.
В 1948 году вступил в ВКП(б). За выдающиеся трудовые результаты по итогам Семилетки (1959—1965) был награждён Орденом «Знак Почёта». Избирался депутатом Верховного Совета Грузинской ССР 4 — 5 созывов (1955—1963).
После выхода на пенсию проживал в родном селе Суджуна Абашского района. С 1970 года — персональный пенсионер союзного значения. Дата его смерти не установлена.
Награды
- Герой Социалистического Труда
- Орден Ленина
- Орден «Знак Почёта» (02.04.1966)